# Ngư Trì

Vị trí tại Nam Đầu

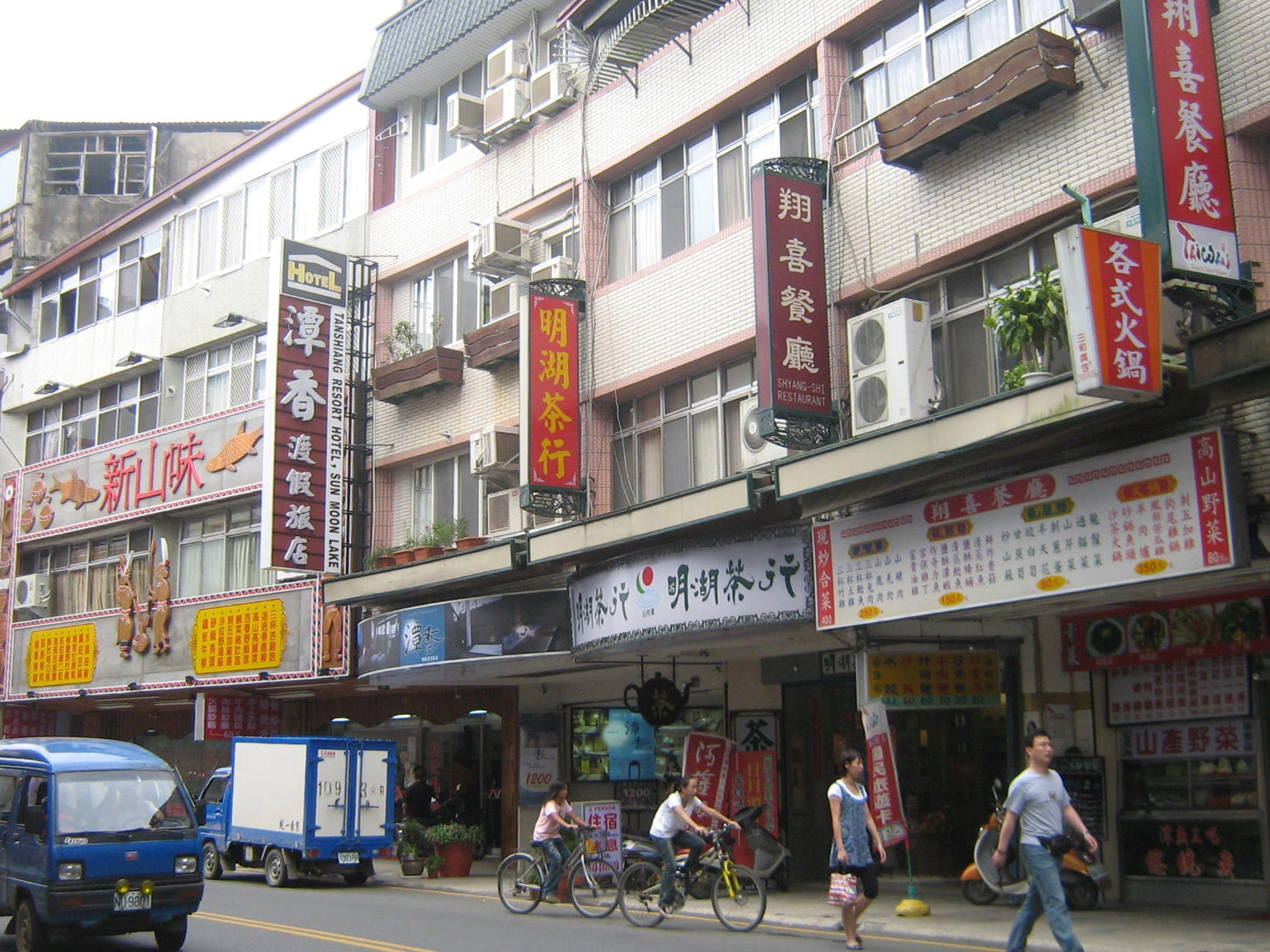
Ngư Trì

Ngư Trì (tiếng Trung: 魚池鄉; bính âm: Yúchí Xiāng) là một hương (xã) của huyện Nam Đầu, tỉnh Đài Loan, Trung Hoa Dân Quốc (Đài Loan). Hương nằm ở trung tâm của huyện và có danh thắng nổi tiếng là hồ Nhật Nguyệt. Trên địa bàn hương có Học viện Cơ đốc Tam Dục. Tổng diện tích của hương là 121,3735 km², dân số vào tháng 8 năm 2011 là 16.992 người thuộc 5.758 hộ gia đình, mật độ cư trú đạt 140 người/km².